# Mike Judge
Michael Craig (Mike) Judge (Guayaquil, Ecuador, 17 oktober 1962) is een Amerikaans maker van animaties, stemacteur, schrijver, producent en regisseur.
Judge is vooral bekend als de bedenker van Beavis and Butt-head en King of the Hill. Daarnaast is hij schrijver en regisseur van de films Beavis and Butt-head Do America, Office Space, Idiocracy en Extract.

## Privé
Judge trouwde met Francesca Morocco in 1989. Ze waren 20 jaar getrouwd tot hun scheiding in 2009. Ze hebben samen twee dochters en een zoon. Judge heeft huizen in onder andere Austin (Texas) en Santa Monica (Californië).
- Biblioteca Nacional de España: XX4660516
- Bibliothèque nationale de France: cb14010167g (data)
- Gemeinsame Normdatei: 137217773
- International Standard Name Identifier: 0000 0001 1557 2069
- Library of Congress Control Number: n96118837
- MusicBrainz: a4e881bc-e630-468a-a76d-a7186a372741
- Bibliotheek van het Japanse parlement: 00514160
- Nationale Bibliotheek van Israël: 987007442093705171
- Nederlandse Thesaurus van Auteursnamen: 138620725
- SNAC: w6vt3zh9
- Système universitaire de documentation: 188808655
- Virtual International Authority File: 81439858
- WorldCat: E39PBJhMqv6GhBvRxCwQVrxbh3